# خربة العرمة
خربة العرمة هو موقع أثري يقع في الضفة الغربية، على بعد حوالي عشرة كيلومترات جنوب شرق مدينة نابلس الفلسطينية. يحتوي الموقع على بقايا حصن حشموني - هيرودي مؤلف من جدار حصن وأبراج مستطيلة شيدت على الطراز الهلنستي وسلسلة من الخزانات الكبيرة لتخزين مياه الأمطار.
يقع الموقع في المنطقة ب من الضفة الغربية، وتحت السيطرة الجزئية لدولة فلسطين، وقد صُنف كموقع تراثي فلسطيني. في السنوات الأخيرة، أصبحت ساحة نزاع بين المستوطنين الإسرائيليين والفلسطينيين. وبحسب تحقيق أجراه موقع واينت الإسرائيلي في عام 2021، فقد تضرر جزء من الموقع أو فككته السلطة الفلسطينية. بُني مسجد جديد (مسجد الشهداء) ونظام للطاقة الشمسية في الجوار.

## الموقع
تقع خربة العرمة على قمة تلة تعرف باسم جبل العرمة على ارتفاع 843 مترًا فوق مستوى سطح البحر. تقع على بُعد حوالي 1.5 كم شمال غرب بلدة عقربا الفلسطينية، وجنوب شرق مستوطنة إيتامار الإسرائيلية.
في اتفاقيات أوسلو لعام 1995، صُنف الموقع على أنه يقع في المنطقة ب (السيطرة المدنية الفلسطينية والسيطرة الأمنية الإسرائيلية الفلسطينية المشتركة).

## الصراع حول الموقع
وفقًا لصحيفة مكور ريشون الإسرائيلية بدأ تدمير الموقع في عام 2009، عندما بدأ الفلسطينيون باستخدام الجرارات والأدوات الثقيلة الأخرى في الموقع القديم. في عام 2018، بدأ النشاط الإسرائيلي حول الموقع بالتزايد، بعد توسيع مستوطنة إيتامار القريبة. في أوائل عام 2020، أعلنت السلطة الوطنية الفلسطينية التلة موقعا تراثيا فلسطينيا، ونصبت مولدات كهربائية وإضاءة محيطية، ونصبت خيمة بجانب العلم. وبحسب الحكومة الفلسطينية، فإن "المستوطنين الإسرائيليين يزعمون زوراً أن جبل العرمة يحمل أهمية توراتية كذريعة للسيطرة على قمة التلة الاستراتيجية".
بدأت حملة المستوطنين الإسرائيليين "لتحرير تل العرمة" في شباط 2020. نظمت منظمة غير حكومية إسرائيلية شمريم الهنتساش، جولة في الموقع احتجاجًا على ما قاله زعماؤها عن تدمير متعمد للموقع من قبل السلطة الفلسطينية. وردّ فلسطينيون من بلدة بيتا القريبة بتنظيم اعتصامات يومية فوق التل. في آذار 2020 ، تحولت هذه الأحداث إلى اشتباكات بين فلسطينيين وقوات الدفاع الإسرائيلية ، قُتل فيها إسلام دويكات الفلسطيني البالغ من العمر 22 عامًا. في نيسان 2020، أصيب 14 مواطناً بجروح، وقتل المواطن محمد عبد الكريم خصب حمايل، فلسطيني يبلغ من العمر 15 عاماً. وبحسب الجيش الإسرائيلي، شارك نحو 500 فلسطيني في الاشتباكات، "ألقوا الحجارة على جنود الجيش الإسرائيلي وأحرقوا الإطارات".
وبحسب تحقيق أجراه موقع واينت الإسرائيلي في عام 2021، فقد تضرر جزء من الموقع أو فككته السلطة الفلسطينية. تم تدمير العديد من المباني القديمة وهدم جزء من جدار فترة الحشمونائيم. أفادت عدة وسائل إعلام إسرائيلية أن الموقع استُخدم لبناء مسجد جديد (مسجد الشهداء) وتم بناء نظام للطاقة الشمسية في مكان قريب.